# Gérard de Nerval
Gérard de Nerval, właśc. Gérard Labrunie (ur. 22 maja 1808 w Paryżu, zm. 26 stycznia 1855 tamże) – francuski poeta, eseista, krytyk teatralny i tłumacz, przedstawiciel romantyzmu, wolnomularz.

## Życiorys
Na jego twórczość duży wpływ miała niemiecka literatura romantyczna (tłumaczył na francuski m.in. Fausta Goethego). Jego najsłynniejszym cyklem są sonety Les Chimères, zawierające utwór El Desdichado. Jego ojcem był doktor Étienne Labrunie.
Był aktywnym członkiem paryskiej cyganerii artystycznej. Cierpiał na chorobę psychiczną, pod której wpływem popełnił samobójstwo. Nerval odebrał sobie życie w nocy z 25 na 26 stycznia 1855 roku, wieszając się na ulicy Vieille lanterne, Pochowany został na paryskim cmentarzu Père-Lachaise.

## Prace
- La Main enchantée (1832), tł. polskie Zaczarowana ręka
- Voyage en Orient (1851), tł. polskie Podróż na wschód
- La Bohème Galante (1852)
- Les Nuits d'Octobre (1852)
- Sylvie (1853), tł. polskie Sylwia
- Petits châteaux de Bohême (1853)
- Les Filles du Feu (1854), tł. polskie Córki ognia
- Aurélia (1855), tł. polskie Aurelia
- Promenades et Souvenirs (1854-56)
- Un homard nommé Thibault (1855)